# Denkmalskirche von Kuruköprü

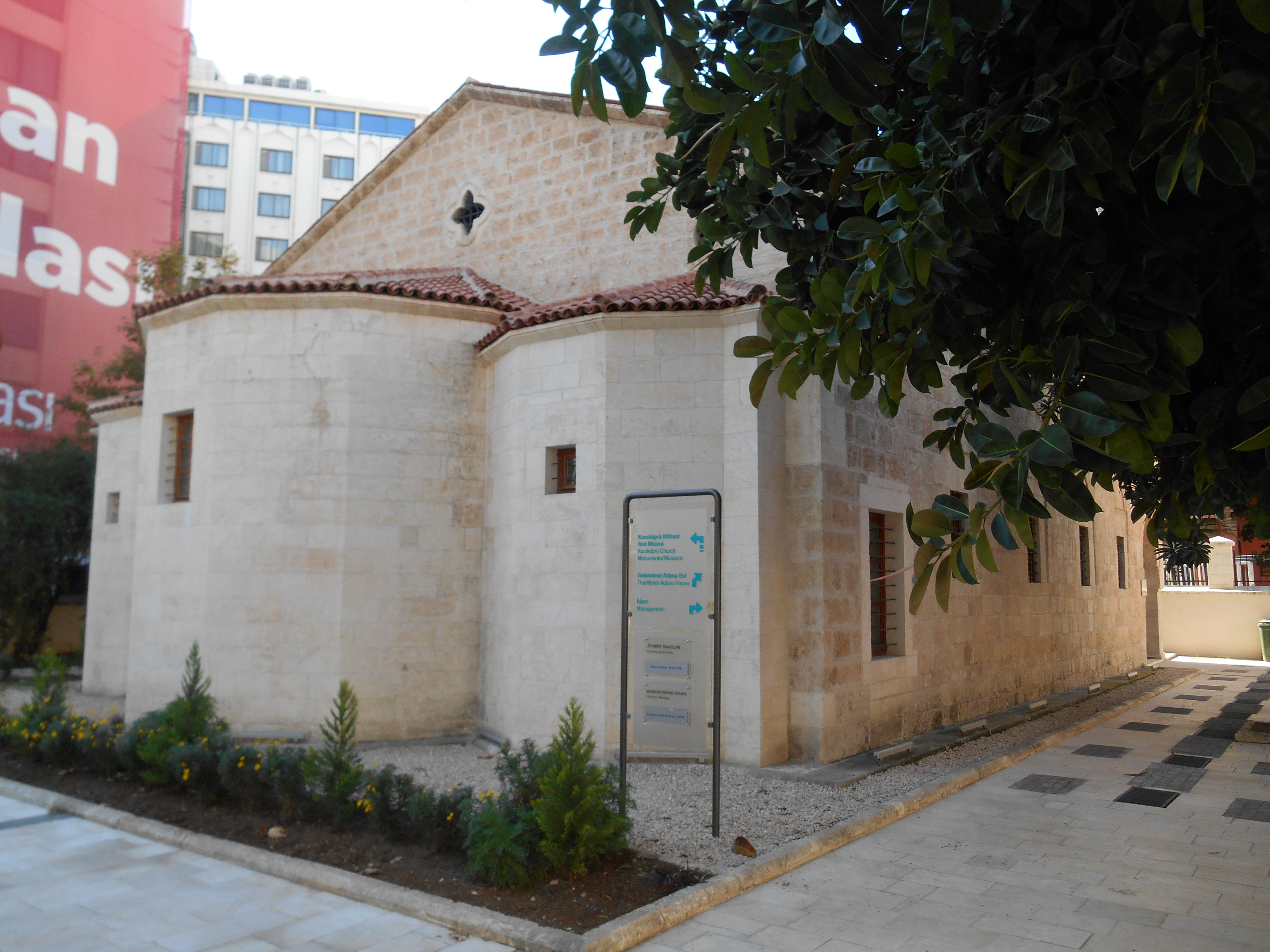
Ostseite, Apsis

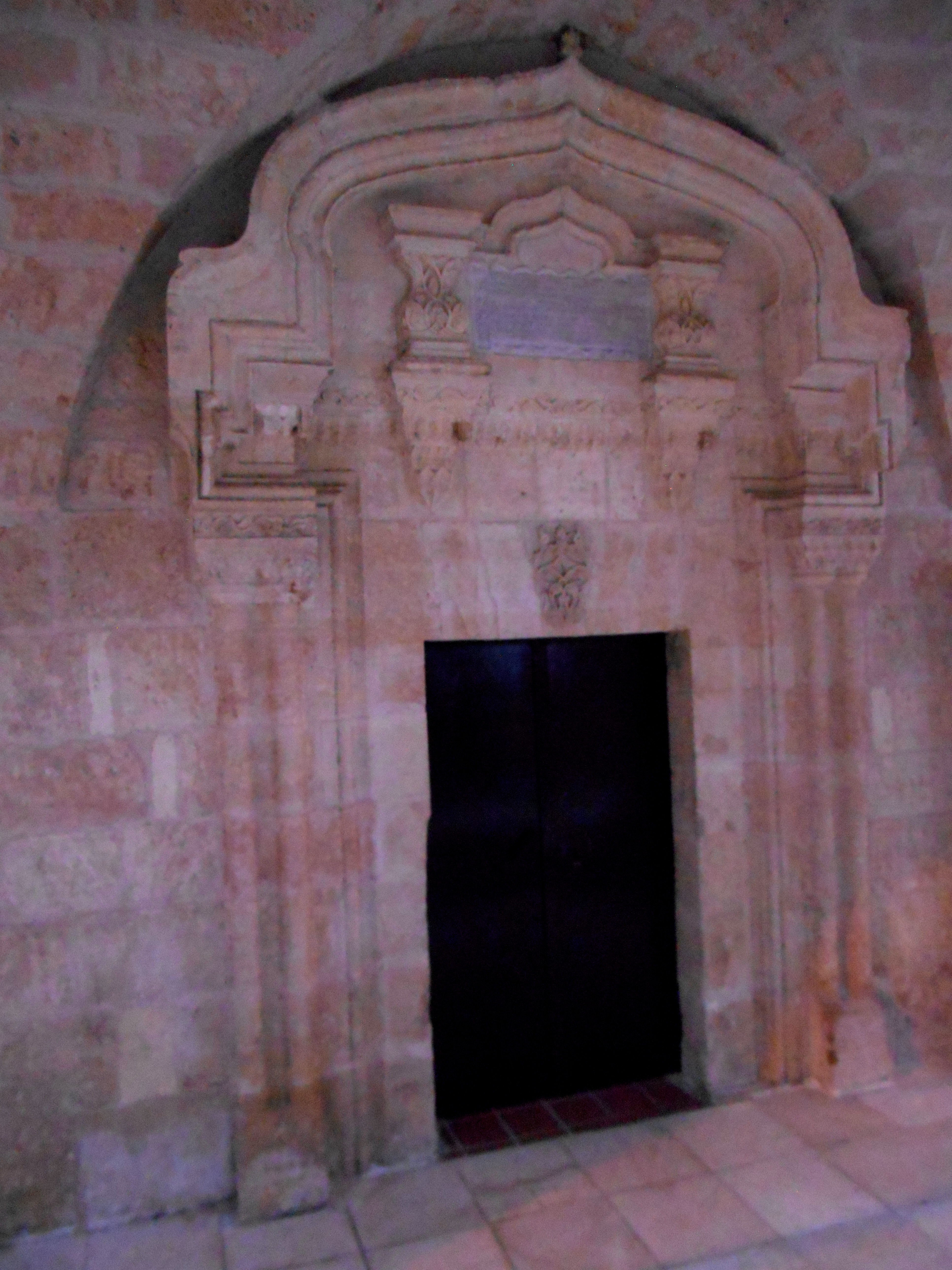
Portal

Die Denkmalskirche von Kuruköprü (türkisch Kuruköprü Anıt Kilisesi) ist die ehemalige griechisch-orthodoxe Kirche Agios Nikolaos aus dem frühen 19. Jahrhundert. Sie befindet sich am Ziyapaşa-Boulevard der südtürkischen Hafenstadt Adana. Nach der Verfolgung der kleinasiatischen Griechen stand die Kirche leer und beherbergte, baulich angepasst, jahrzehntelang archäologische und ethnografische Ausstellungen. In ihre ursprüngliche Gestalt zurückversetzt, dient sie heute als historische Stätte und ist als Museum geöffnet.

## Geschichte
Die Kirche wurde im Jahr 1845 von der griechischen Gemeinde im Viertel Kuruköprü des Stadtteils Seyhan erbaut und diente bis zu den Verfolgungen der einheimischen griechischen Minderheit in den 1910er Jahren als christliches Gotteshaus, das dem Heiligen Nikolaus (Aya Nikola) gewidmet war. Nach der endgültigen Vertreibung der überlebenden Griechen im Zuge des Bevölkerungsaustausches mit Griechenland in den 1920er Jahren wurde die Kirche 1950 zum Archäologischen Museum umfunktioniert. Dafür wurden die Sammlungen und Exponate aus der Medrese der früheren Cafer-Pascha-Moschee nahe der Taşköprü-Brücke in die Kirche umgelagert. Ab 1983 beheimatete die Kirche das neu gegründete Ethnografische Museum von Adana. In den Jahren von 2013 bis 2015 wurde sie ihrem ursprünglichen Aussehen entsprechend wiederhergestellt und am 5. Januar 2016 offiziell in Denkmalskirche von Kuruköprü umbenannt.
Die rechtsextreme Partei der Nationalistischen Bewegung (MHP) stellte sich in der Großen Nationalversammlung gegen die angebliche Umfunktionierung des Gebäudes in eine Kirche. Kritisiert wurde, dass sie „ausgerechnet“ am 5. Januar umbenannt wurde, dem „Tag der Befreiung Adanas“. Laut dem Parlamentsabgeordneten und stellvertretenden Vorsitzenden der MHP, Mevlüt Karakaya, sei an dem Tag Adana „von Franzosen und Armeniern gesäubert“ worden; außer Acht ließ er, dass das Bauwerk ursprünglich als griechische Kirche errichtet wurde.